# AGM-62 Walleye
L'AGM-62 Walleye era un'arma intermedia tra un missile aria-superficie ed una bomba guidata a guida televisiva. Esso aveva una telecamera di guida con cui acquisiva il bersaglio e vi veniva guidato. La prima versione aveva una testata da 300 kg, la seconda (AGM-62 Walleye II) il doppio, e venne usato soprattutto contro i ponti nella Guerra del Vietnam. Esso aveva grande gittata se lanciato da alta quota, ma il bersaglio doveva essere distinto dallo sfondo.